# Esbjerg Kommune (1970–2006)
| Strukturdaten       | Strukturdaten   |
| ------------------- | --------------- |
| Sitz der Verwaltung | Esbjerg         |
| Fläche              | 220,91 km²      |
| Einwohner           | 82.396 (2004)   |
| Kommune seit 2007   | Esbjerg Kommune |

Esbjerg Kommune war bis Dezember 2006 eine dänische Kommune im damaligen Ribe Amt in Jütland. Seit Januar 2007 ist sie zusammen mit den Kommunen Ribe und Bramming Teil der neuen Esbjerg Kommune.